# Timàlia caragolet dels Mishmi
La timàlia caragolet dels Mishmi (Spelaeornis badeigularis) és un ocell de la família dels timàlids (Timaliidae) que habita el sotabosc de les muntanyes Mishmi, a l'est dArunachal Pradesh, nord-est de 'Índia.